# Metrô de Bolonha
O Metrô de Bolonha será o novo sistema de metro ligeiro, com características que o tornam um híbrido como entre um eléctrico e um metrô tradicional que nos próximos anos irá facilitar o tráfego da cidade de Bolonha, juntamente com três outras grandes infra-estruturas que irão afectar aos transportes urbanos na cidade durante os próximos anos: o Sfmb, o Civis e os People Mover.
A primeira e a segunda linha, foi aprovado em 22 de Setembro de 2008 pela Conferência de Serviços do Ministério do Interior, fornecer um metropolitano da via de 6,5 km de extensão entre a Feira e do pólo do Hospital e Hospital Maggiore, através do centro histórico. O resto do percurso, até o hospital Maggiore distrito de Borgo Panigale irá pela superfície ao longo da Via Emilia.